# Trevor Ford
Trevor Ford (1923-2003) fue un futbolista galés, de la ciudad de Swansea. En 1950, cuando juntó el Sunderland AFC para 30.000£, fue el futbolista el más caro en Gran Bretaña. Ford marcó 23 goles de 38 partidos para la Selección de fútbol de Gales de 1946 hasta 1957.

## Carrera con clubs
Ford comenzó su carrera con el club de su ciudad, Swansea City AFC en 1946. Después de una temporada juntó el Aston Villa FC de Inglaterra. En 1950 Ford juntó el Sunderland AFC para 30.000£, y fue el futbolista el más caro en Gran Bretaña. Volvió a Gales en 1956 cuando juntó el Cardiff City.
En 1956 Ford escribió su autobiografía, <<Leading the Line>>, y dijo que cuando fue con Sunderland, fue dado pagos illegales. Por eso, fue prohibido de jugar en la liga y juntó el PSV Eindhoven en los Países Bajos. Pero en 1960 Ford volvió a Gales y pasó su última temporada con el Newport County AFC de la tercera división.

## Carrera internacionala
Ford marcó un gol en todos de sus tres primeros partidos con la Selección de Gales, el primer contra Escocia el 19 de octubre de 1946 en Wrexham. Marcó su única tripleta el 23 de noviembre de 1949 en Cardiff contra Bélgica, el primer partido de Gales en casa contra una selección de afuera de los islas británicas. Su último partido y gol fue el 20 de octubre de 1956 contra Escocia en Cardiff. Fue prohibido cuando Gales jugó en el Copa Mundial de 1958.
Su total de 23 goles fue el más para Gales hasta el 24° gol de Ian Rush en 1993. Rush terminó su carrera internacionala con 28 goles, el más actualmente.